# Manuela Díaz Cabezas
Manuela Díaz Cabezas (Villanueva de Córdoba, 11 de diciembre de 1920 - 2006), conocida con el apodo de La Parrillera, fue una mujer republicana que junto con su compañero y varios familiares, formó parte de una partida de maquis llamados Los Parrilleros que resistieron y combatieron el Franquismo en la sierra de Córdoba. La mayoría fueron fusilados, a ella le fue conmutada la pena de muerte, sufrió vejaciones y torturas y fue encarcelada durante diecisiete años. Su vida inspiró el documental La Parrillera: Una maquis por amor.

## Biografía
Hija de Ana María y Francisco, era la mayor de seis hermanos, nunca estuvo escolarizada y se dedicó a los trabajos del campo. Procedía de una familia muy humilde conocida como Los Parrilleros, renombre heredado del bisabuelo, que confeccionaba las parrillas con las que los campesinos cocinaban en fuegos en el suelo, en los hogares y en el campo.
En 1939, acabada la guerra civil con la derrota del bando republicano, se inició la represión contra los vencidos: muchos fueron encarcelados y otros obligados a incorporarse a batallones de trabajos forzados. Miguel López Cabezas, el compañero de Díaz, llamado indistintamente El Moraño o El Parrillero, fue uno de los primeros en ser detenido y torturado. Cuando le dejaron libre, decidió huir a las montañas con José Antonio Cepas El Lobito, Juan Álvarez de Villafranca y otros compañeros de Hinojosa del Duque y de Jaén.
Díaz quedó al frente de la casa, con sus hijos Juanito y Adela, la madre y algunos hermanos. Durante casi dos años fue el enlace de los guerrilleros, les pasó información y les proveyó de la comida, las herramientas y la ropa necesaria para subsistir en un medio tan hostil.
Fue interceptada por la Guardia Civil. Trasladada al calabozo del Ayuntamiento, le raparon al cero y fue obligada a beber agua con sal, estar arrodillada con los brazos en cruz, un ladrillo en cada mano y uno en la cabeza, mientras era apaleada, sin conseguir que delatara a nadie. Una vez en libertad, para limitarle la movilidad, le obligaron a fichar tres veces al día. En marzo de 1943 Manuela decidió huir al monte, dejando a sus hijos a cargo de su madre. Se fue acompañada de su hermano Alfonso, en edad militar. Viajaron en tren hasta Fuencaliente (Ciudad Real), cerca de la Sierra Madrona y desde allí, a pie, hasta la Solana, donde se incorporaron a la partida de maquis de su compañero El Parrillero.
La vida en las montañas estuvo llena de persecuciones y sufrimientos. Pasaron días sin comida, durmiendo a la intemperie, con el peligro constante de encontrarse con la Guardia Civil o ser denunciados. A finales de 1943 Díaz estaba nuevamente embarazada. Meses después, parió sola en una cabaña cerca del término de Villanueva. Al cabo de diecisiete días, al verse incapaz de cuidar al bebé, lo dejó a una familia que guardaba un cortijo de Molina de Fernández, que lo entregaron a la Guardia Civil. La criatura fue ingresada en un hospital y murió antes del año.
El 27 de febrero de 1944 su compañero, Miguel El Parrillero, fue abatido por la Guardia Civil cuando intentaba conseguir comida en el cortijo El Tibio. Su cuerpo fue paseado y vejado por las plazas de Fuencaliente y Villanueva.
Díaz, su hermano Alfonso y José Antonio El lobito, resistieron durante unos meses más, actuando esporádicamente, hasta que cayeron en una trampa que les preparó la Guardia Civil. Los apresaron en el cortijo de Los Herradores. Díaz se rompió el brazo cuando intentaba huir. Atados de pies y manos, fueron transportados y expuestos en la plaza de Villanueva, donde la gente de derechas exigía su linchamiento. A pesar de los interrogatorios y palizas, no consiguieron hacerles hablar. Al principio fueron trasladados a la cárcel de Ciudad Real; más tarde, los hombres a la Cárcel de Carabanchel, y Díaz a la Cárcel de mujeres de Ventas.
El 16 de diciembre de 1945 fueron sometidos a consejo de guerra. Díaz, su hermano Alfonso y José Antonio Cepas Lobito fueron sentenciados a muerte. Finalmente a ella le fue conmutada la pena por treinta años de cárcel, cumplió diecisiete en las prisiones de Alcalá de Henares, Segovia y Ventas. Durante su cautiverio, sufrió la pérdida de su hijo Juan, de 17 años, fallecido de tuberculosis, y de su padre, fallecido en la prisión de Valencia, después de doce años de reclusión. Su hermano Alfonso y José António Cepas Lobito fueron ejecutados el 21 de febrero de 1946 en el campo de tiro de Carabanchel, junto con otras catorce personas.
Durante los años de reclusión, Díaz aprendió a leer, escribir y confeccionar labores, con las que intentó ayudar económicamente a la familia.
En el año 1961, con cuarenta y un años, le llegó el indulto y fue excarcelada. El retorno no fue fácil; su madre era una anciana, y su hija, una mujer a la que no había visto crecer, se casó al poco tiempo, emigrando a Suiza, y dejándola al cargo de la primera nieta durante siete años. Con el nacimiento de la segunda nieta, se reunieron todos en Suiza.
La extensa investigación del historiador Francisco Moreno Gómez, pionero desde 1978 de cuidados estudios monográficos sobre la República, la Guerra Civil, el Primer Franquismo y la Guerrilla, profundizados con la publicación en 1987 del libro Córdoba en la Posguerra (La represión y la guerrilla (1939-1959), sacó del anonimato, y devolvió la dignidad a la vida y la muerte de quienes lucharon en la guerrilla antifranquista, silenciados y considerados por la historia oficial simplemente unos delincuentes y bandidos.
En Córdoba una escuela de formación profesional para adultos lleva su nombre.